# Baai van Banten
De baai van Banten (Indonesisch: Teluk Banten) is een baai in de provincie Banten gelegen in de buurt van de noordwestkust van Java. De baai is onderdeel van de Javazee en heeft een oppervlakte van ongeveer 150 vierkante kilometer en een gemiddelde diepte van zeven meter. De baai van Banten is een internationaal vogelreservaat.
De baai van Banten is de locatie geweest van twee grote zeeslagen:
- Slag bij Bantam (1601), gedurende de Nederlands-Portugese oorlog
- Slag in de Straat van Sunda (1942), gedurende de Tweede Wereldoorlog